# 가나가와현 제3구
가나가와현 제3구(일본어: 神奈川県第3区)는 일본의 중의원 선거구이다. 1994년 일본 공직선거법 개정으로 신설되었다.

## 지역
- 요코하마시
  - 쓰루미구
  - 가나가와구